# Johannes Schlaf
Johannes Schlaf (Querfurt, 21 giugno 1862 – 2 febbraio 1941) è stato uno scrittore tedesco.
Insieme ad Arno Holz fu il fondatore del Naturalismo in Germania; Holz e Schlaf scrissero insieme le opere cardine di questa corrente Papa Hamlet (1889) e Die Familie Selicke (1890).
In tali opere gli scrittori provarono a stendere una mera e rigorosa riproduzione della realtà, che non ebbe purtroppo successo sul piano letterario nazionale e costrinse la coppia a separarsi (1891).
Nel 1892 Schlaf scrisse il volume naturalistico-psicologico Meister Ölze e nello stesso anno In Dingsda, di tendenza più impressionista.
Talvolta è ritenuto erroneamente aver coniato il termine terzo Reich a causa di un suo romanzo con tale titolo (1906), ma il vero inventore del termine è Arthur Moeller van den Bruck.